# سوشيل كويرالا
سوشيل كويرالا (بالنيبالية:सुशील कोइराला)‏ (12 أغسطس 1939 - 9 فبراير 2016)، هو سياسي نيبالي، شَغل منصب رئيس وزراء نيبال في الفترة من 11 فبراير 2014 حتى 10 أكتوبر 2015. كما كان رئيس حزب المؤتمر النيبالي منذ سنة 2010.